# Orrszarvú a régi Kínában

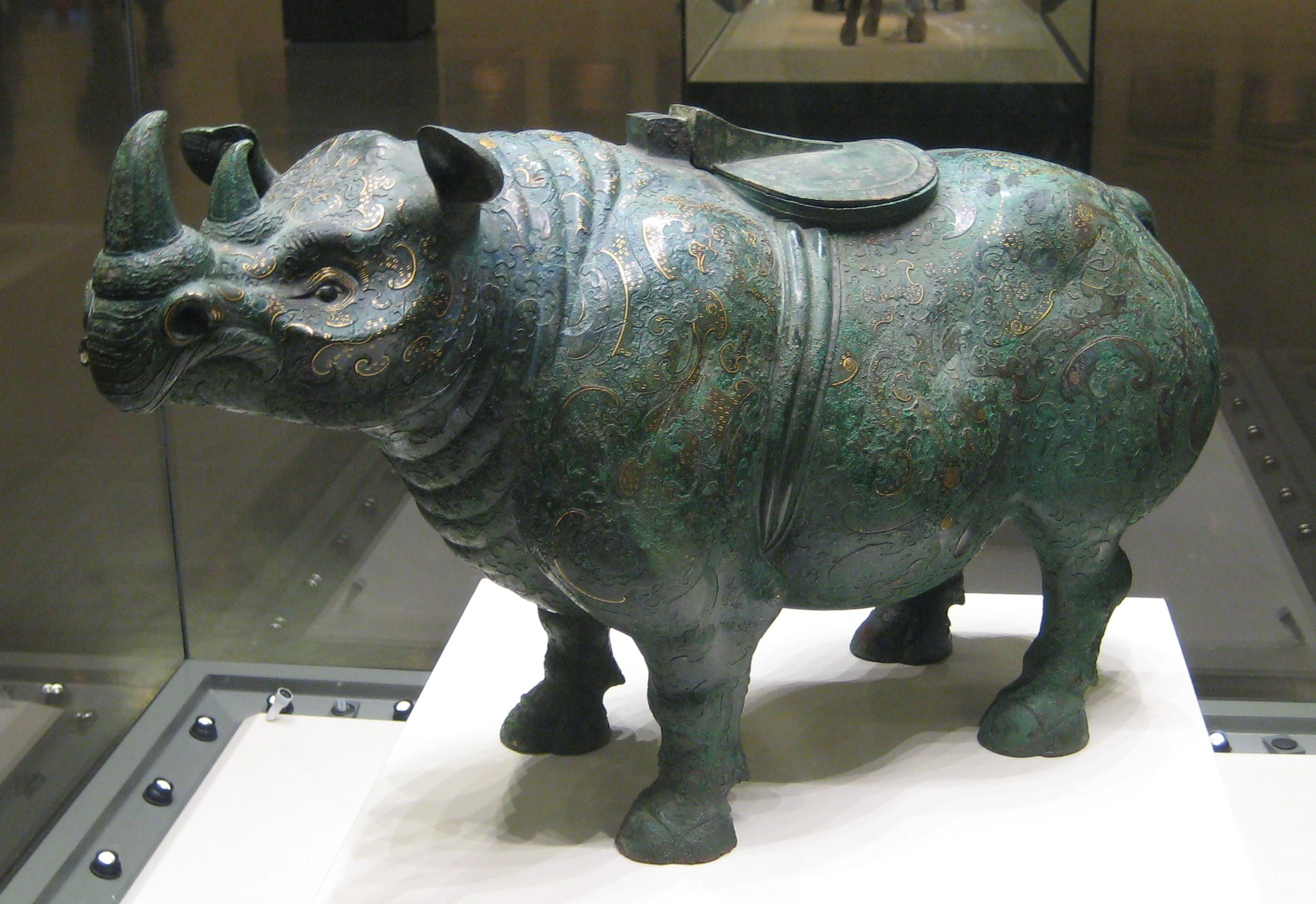
Orrszarvú alakú bronzból öntött boros edény a Korai Han-korból (i. e. 206 – i. sz. 9)

Az orrszarvú létezését a régi Kínában régészeti leletek és a legrégebbi kínai írott források is alátámasztják. Az orrszarvút ábrázoló tárgyak már a legrégebbi korokból rendkívül élethűek és pontosak, amely arra utal, hogy a készítőik saját maguk is látták modelljüket, és nem csupán elmesélésekre, legendákra támaszkodtak. A leggyakrabban előforduló orrszarvú fajta a szumátrai orrszarvú (Dicerorhinus sumatrensis) volt, de nem lehet kizárni a jávai orrszarvú (Rhinoceros sondaicus) egykori kínai jelenlétét sem.

## Elnevezései

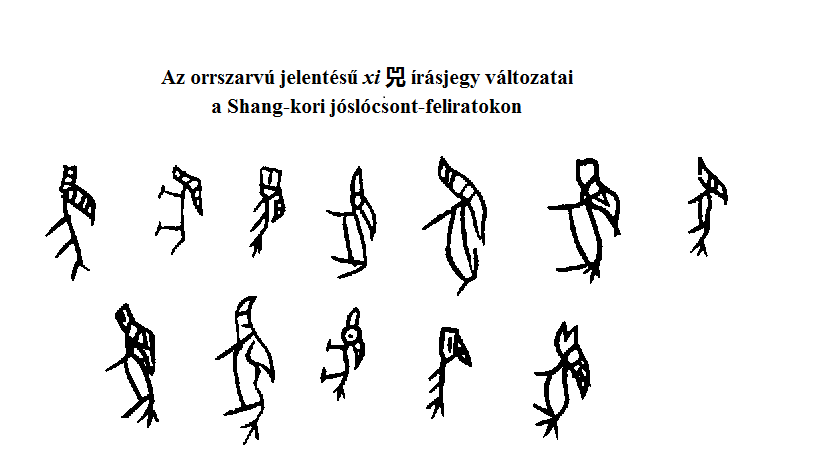
A sze (sì) 兕 írásjegy változatai a Sang (Shang)-kori jóslócsont-feliratokon

Két kínai írásjegy is létezik, amelyet 'orrszarvú'-ként szokás értelmezni, az egyik a hszi (xī) 犀, a másik pedig a sze (sì) 兕. (A modern kínai nyelvben az előbbi karakter szerepel az 'orrszarvú' jelentésű szóban: hszi-niu (xīniú) 犀牛). Az első kínai etimológiai szótár, az i. sz. 100-ban összeállított Suo-ven csie-ce (Shuowen Jiezi) szerint a hszi (xi) írásjegy jelentése: „egy, a déli határokon túl [honos] bivaly, amely az orrán egy szarvat visel, egy másikat pedig a fején és a sertéshez hasonlít”, a sze (si) pedig „egy vadbivalyhoz hasonló, sötét színű állat”. A feltehetően az i. e. 3. század környékén összeállított Er ja (Er ya) című szótárban az olvasható, hogy a hszi (xi) vaddisznóhoz hasonló állat, a sze (si) pedig inkább vízibivalyra emlékeztet. A mű egyik kommentátora, Kuo Pu (Guo Pu) (276–324) szerint a hszi (xi) vízibivalyhoz hasonlít ugyan, de nagyobb hasa van, rövid lábai mindegyikén három ujj található, és a sertészerű fején három szarvat visel, míg a sze (si) csupán egyetlen szarvval rendelkezik. Egyértelműnek tűnik, hogy ebben a két korai forrásban szereplő hszi (xi) a kétszarvú szumátrai orrszarvút jelenti, az azonban nem teljesen világos, hogy a sze (si) melyik állat megnevezése lehetett. Egyes kutatók véleménye szerint a sze (si) a jávai orrszarvúra vonatkozott, míg mások inkább a Ming-kori gyógyászati enciklopédia, a Pen-cao kang-mu (Bencao gangmu) értelmezését fogadják el, amely szerint a sze (si) a nőstény orrszarvút jelentette. Olyan álláspont is létezik, amely szerint a sze (si) egy vízibivalyszerű állat lehetett., vagy mindkét állat megnevezésére használhatták: gyakrabban a vízibivalyra, ritkábban az orrszarvúra.

## Fajtái és elterjedése

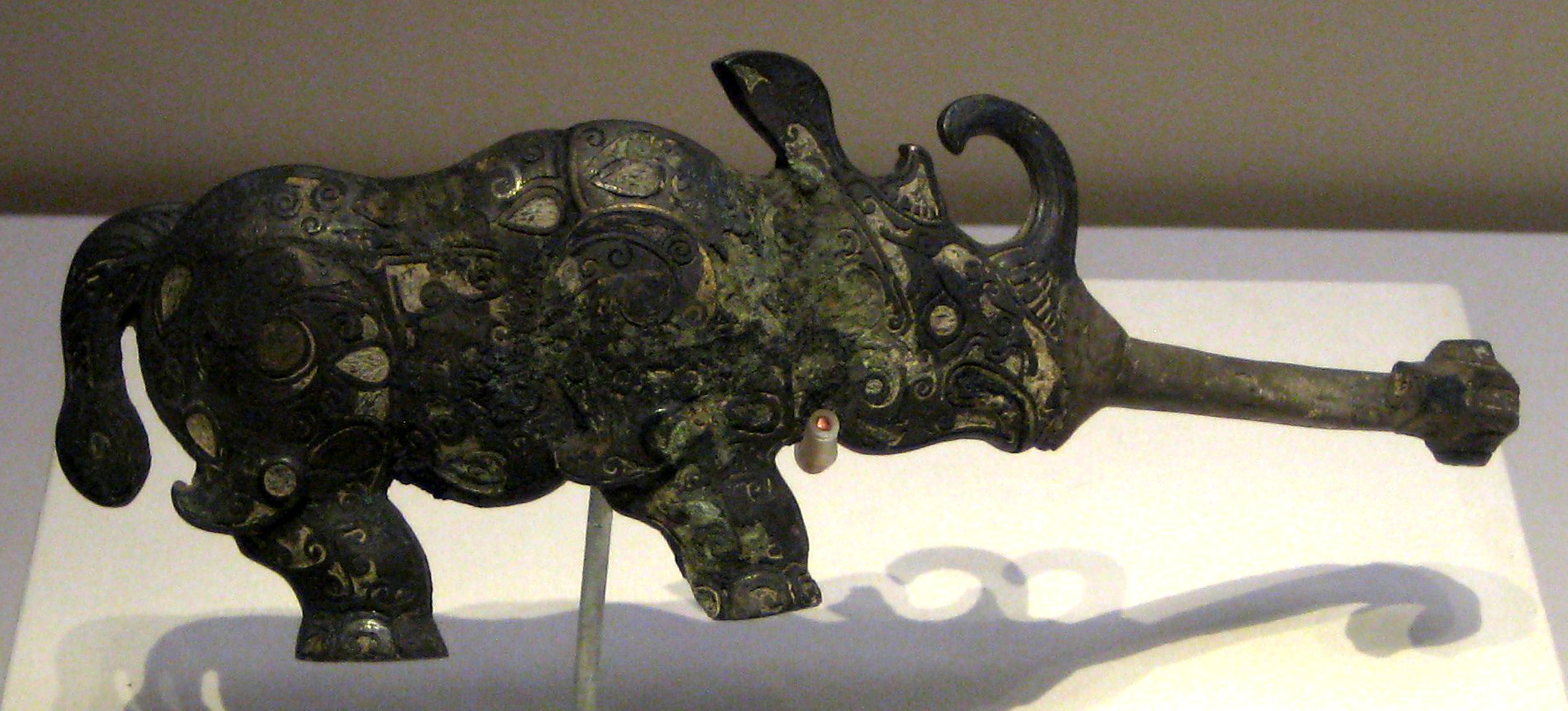
Kétszarvú rinocéroszt ábrázoló bronz övkampó a Hadakozó fejedelemségek korából (az egykori Pa (Ba) állam, a mai Szecsuan (Sichuan) tartományban)

A történelem előtti időkben a mai Kína területén élt a hatalmas méretű, egyszarvú Elasmotherium, amely a pleisztocén végén, mintegy 20 ezer évvel ezelőtt halt ki. Akár az is feltételezhető, hogy ennek az állatnak az emléke élt tovább a kínai legendás unikornis, vagyis a csi-lin (qilin) formájában. 1959-ben a Kanszu (Gansu) tartománybeli Vuvej (Wuwei)ben egy Nyugati Han-dinasztia idejéből származó sírban egy hatalmas, egy szarvat viselő bikaszerű lény fából készült szobrát fedezték fel, amely feltűnő hasonlóságot mutat az elasmotherium modern rekonstrukcióival.
A legtöbb kínai orrszarvú-ábrázolás az ókori Kínából, vagyis a Sang (Shang)-, a Csou (Zhou)- és a Han-dinasztia idejéből származik, amelyeken két szarv figyelhető meg, és esetenként az állat szeme körüli ráncok is kivehetők. Ezek az ismertető jegyek egyértelműen a szumátrai orrszarvúra jellemzők (az indiai és a jávai orrszarvúnak csak egyetlen tülke van). Azonban az egy tülköt viselő orrszarvú ábrázolására is található példa, amely alapján néhány történész arra a következtetésre jutott, hogy a szumátrai orrszarvú mellett a jávai orrszarvú is jelen lehetett az ősi Kínában. Másrészről viszont a szumátrai orrszarvú hátsó tülke gyakran fejletlen és nem annyira feltűnő, így az sem kizárt, hogy az egy tülköt viselő orrszarvú ábrázolás modellje is a szumátrai orrszarvú lehetett. Másrészről, a hátulsó szarv a szumátrai orrszarvú gyakran fejletlen és nem feltűnő, így még mindig lehetséges, hogy az ilyen példák egy-szarvú orrszarvú előfordulhat, hogy is képviselik a szumátrai orrszarvú.
A Sang (Shang)-dinasztia idején messze északon, még a Sárga-folyó völgyében is éltek orrszarvúk, de idővel állományuk lecsökkent és fokozatosan kiszorultak az északi területekről. A Han-korban Észak-Kínában már egyáltalán nem voltak jelen, élőhelyük áttevődött a Jangcétől délre.. A Tang-dinasztia idején (618–907) már kizárólag csak a Jangcétől délre, a mai Kuangtung (Guangdong) és Kuanghszi (Guangxi) tartományok területén éltek. Az orrszarvúk kínai élőhelyével kapcsolatos utolsó feljegyzések a 17. század végéről származnak, amikor is Szecsuan (Sichuan) tartományban még fellelhetők voltak.

## Orrszarvúvadászat
A Sang (Shang)-dinasztia idejéből számos jóslócsont-felirat is a hszi (si)nek nevezett orrszarvú vadászatáról számol be, melyek közül az egyik Vu Ting (Wu Ding) király balesetéről tudósít:

„Csia-vu (Jiawu) napon a király orrszarvúvadászatra ment. A kocsisa, Csu (Chu) azonban eltörte a tengelyt. Az egyik mén megbotlott a köveken és kidőlt a királyi kocsi elől. Jang (Yang) herceg ugyancsak leesett.”

A Csou (Zhou)-dinasztia idején összeállított, Dalok könyve című antológia is megörökítette a sze (si) néven említett állat vadászatát:

„Íjunkat megfeszítettük,

nyilunkat ráillesztettük,

a kis vadkan összerogyott,

a nagy orrszarvú is halott,

hadd jussanak a vendégnek,

édes borhoz pecsenyének. — Dalok könyve 180.; Szabó Magda fordítása”

Egyes tudósok úgy vélik, hogy a sze (si) valójában egy vadbivalyféle állat lehetett, nem pedig egy orrszarvú, így a jóslócsontokon előforduló karakter sem feltétlenül az orrszarvúra vonatkozik. Ebből az következik, hogy írásos bizonyíték nincs arra, hogy az orrszarvú jelen lett volna a Sang (Shang)-dinasztia idején, illetve, hogy csakugyan vadásztak volna rá. A régészeti bizonyítékok – az orrszarvú csontok, és az orrszarvú ábrázolások azonban azt erősítik meg, hogy az egykori Sang-Jin (Shang-Yin) főváros környékén éltek orrszarvúk. A legtöbb történész azon az állásponton van, hogy az egykori Sang (Shang) területeken élt orrszarvú és vadásztak is rá.
A hszi (xi) karakterrel írt orrszarvú legkorábban Csou (Zhou) elveszett könyvében (Ji-csou-su (Yizhoushu) 逸周書) fordul elő egy olyan szakaszban, amely az első Csou (Zhou) uralkodó, Vu (Wu) király egyik vadászatának zsákmányát veszi számba tételesen:

„Vu (Wu) király levadászott és hálóval befogott 22 tigrist, 2 párducot, 5 235 bivalyt, 12 orrszarvút, 421 vadjuhot, 151 medvét, 118 sárga medvét, 353 vaddisznót, 18 borzot, 16 bikát, 50 pézsmaszarvast, 30 szarvast, és 3 508 őzet.”

## Fogságban tartott orrszarvúk
A legkorábbi tárgyi bizonyíték arra nézve, hogy az ókori Kínában fogságban is tartottak orrszarvút, az első Han császár, Han Kao-cu császár egyik ágyasának, az özvegy Po (Bo) császárné (elh. i. e. 155) sírjából került elő, amelyben egy teljes orrszarvú csontvázat találtak. Ebből arra lehet következtetni, hogy az állat az uralkodói vadaspark különlegessége lehetett. Írott források azonban arra utalnak, hogy már ennél jóval korábban is tartottak orrszarvúkat fogságban. Például a Konfuciusz tanításait tartalmazó Beszélgetések és mondások (XVI/1) című műben a következő olvasható:

„Sőt, amit mondtál eltévelyedés volt. Mert ha egy tigris vagy orrszarvú kiszabadul a ketrecéből, vagy ha egy tekbősbéka-páncél vagy jáde-kő megsérül a ládában, akkor ugyan ki követte el a hibát?”

– Tőkei Ferenc fordítása

A Tang-dinasztia idején nagyszámú orrszarvú érkezett a császári udvarba ajándék formájában Délkelet-Ázsia több országából is. A történeti feljegyzések tanúsága szerint Hszüan-cung (Xuanzong) császár uralkodása (712–756) idején elefánt és orrszarvú mutatványokkal is szórakoztatták az udvart.

## Az orrszarvú a korai kínai művészetben

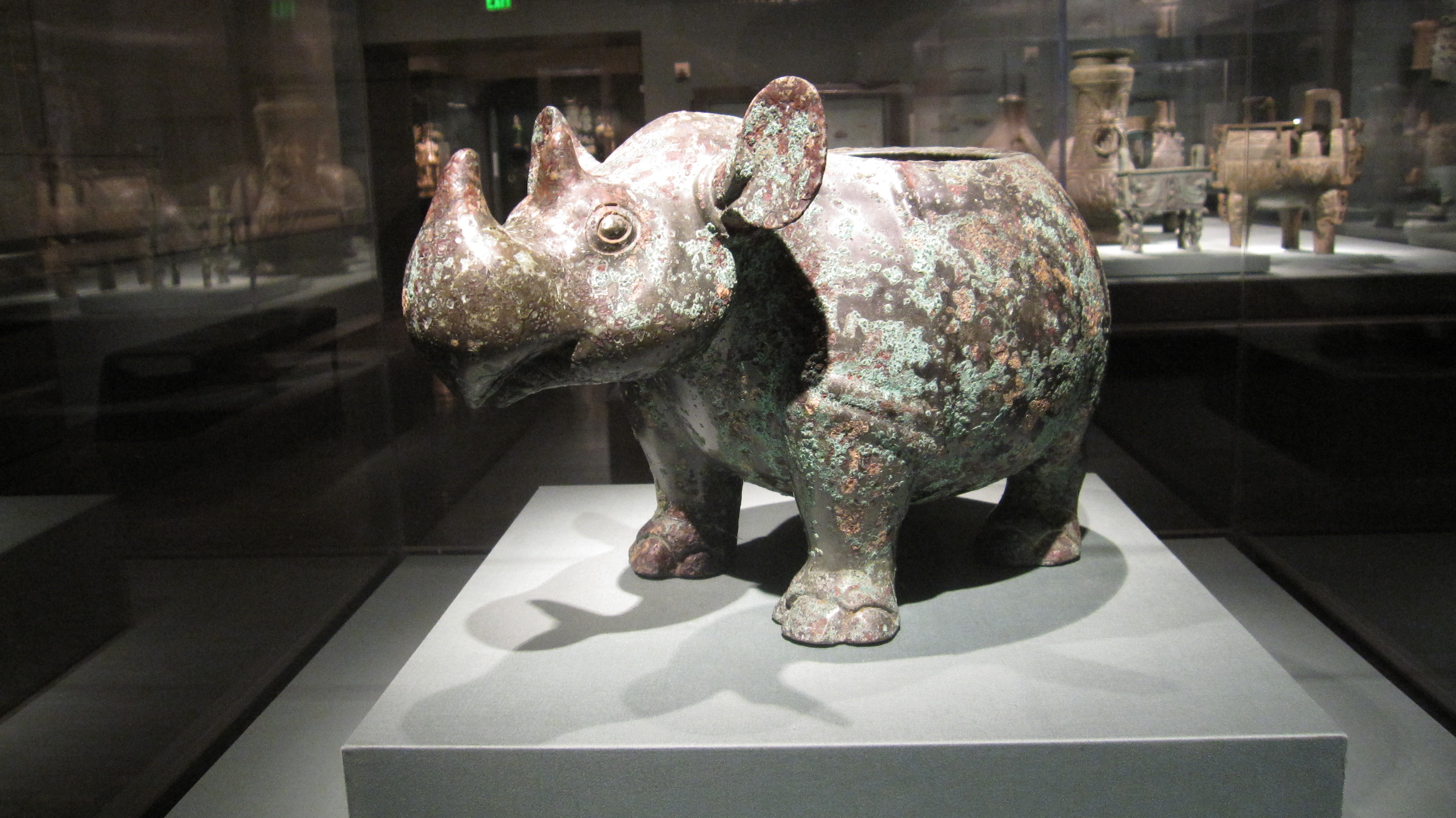
Orrszarvú alakú boros edény a Sang (Shang)-kor végéről

A legkorábbi és az egyik legimpozánsabb orrszarvú ábrázolás egy bronz cun (zun) típusú boros edény formájában 1843-ban került elő  bor hajó előkerült Shandong (Shandong) tartományban, amelyről úgy vélik, hogy az utolsó sang (shang) uralkodó idejéből, az i. e. 11. század első feléből származik.
Egy másik, ugyancsak bronzból öntött orrszarvút ábrázoló boros edény a nyugati Han-dinasztia (i. e. 206 - i. sz. 9) idejéből származik, és 1963-ban, Senhszi (Shaanxi) tartományban találták. Ez még élethűbben ábrázolja az orrszarvút, feltételezhetően valós modell után készült. Ennek a tárgynak az érdekessége, hogy a boros edény teteje az orrszarvú hátára elhelyezett nyeregformájában lett kialakítva. A nyerget pedig pántok erősítik az állat hátára, vagyis elképzelhető, hogy egy szelídített szumátrai orrszarvút formáz az edény.

## Orrszarvú páncélzat

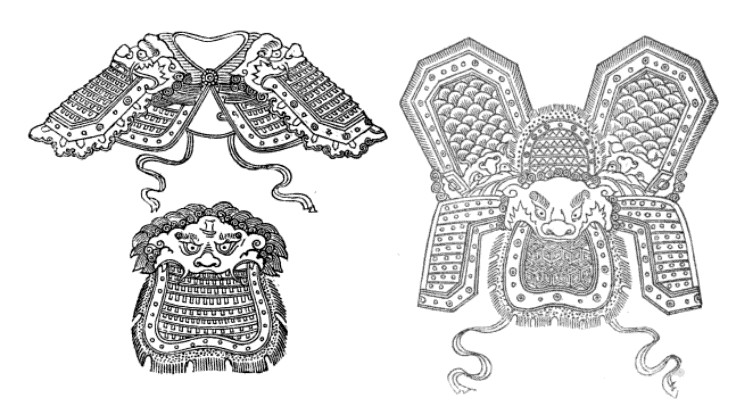
Orrszarvú- és bivalybőrből készült testpáncélzat rajza

Már a Csou (Zhou)-korban (i. e. 1045–256) is viseltek orrszarvúbőrből készült vértet, páncélt a katonák, legalábbis erre lehet következtetni a Csou (Zhou) szertartásai című mű egyik részletéből:

„A vadbivaly-páncél (hszi-csia (xijia) 犀甲) hét redőnysorból áll, az orrszarvú-páncél (sze-csia (sijia) 兕甲) hat redőnysorból áll, a kettő ötvözéséből elkészített páncél pedig öt redőnysorból áll. A vadbivaly-páncél élettartama száz, az orrszarvú-páncél élettartama kétszáz, a kettő ötvözéséből álló páncél élettartama pedig háromszáz év.”

A Hadakozó fejedelemségek korában a déli Csu (Chu) (楚) fejedelemségben orrszarvú bőréből készítettek testpáncélzatot a harcosoknak. Erről a filozófus Hszün-ce (Xunzi) is megemlékezik művében:

„A Csu (Chu)-beliek cápa- és orrszarvú(bőrből) készítettek vértet maguknak, olyan keményet, mint a fém vagy a kő; a Van (Wan)-ból való különféle lándzsák voltak olyan hegyesek, mint a darázs, vagy skorpió fullánkja...”

Az orrszarvú- és a bivalybőr páncélzatot olykor ráöltötték a koporsóba helyezett uralkodó holttestére is, amely alighanem ugyanazt a célt – nevezetesen a holttest konzerválását – szolgálta, mint például a Han-korban a jádelapokból összeállított öltözék.

## Az orrszarvútülök

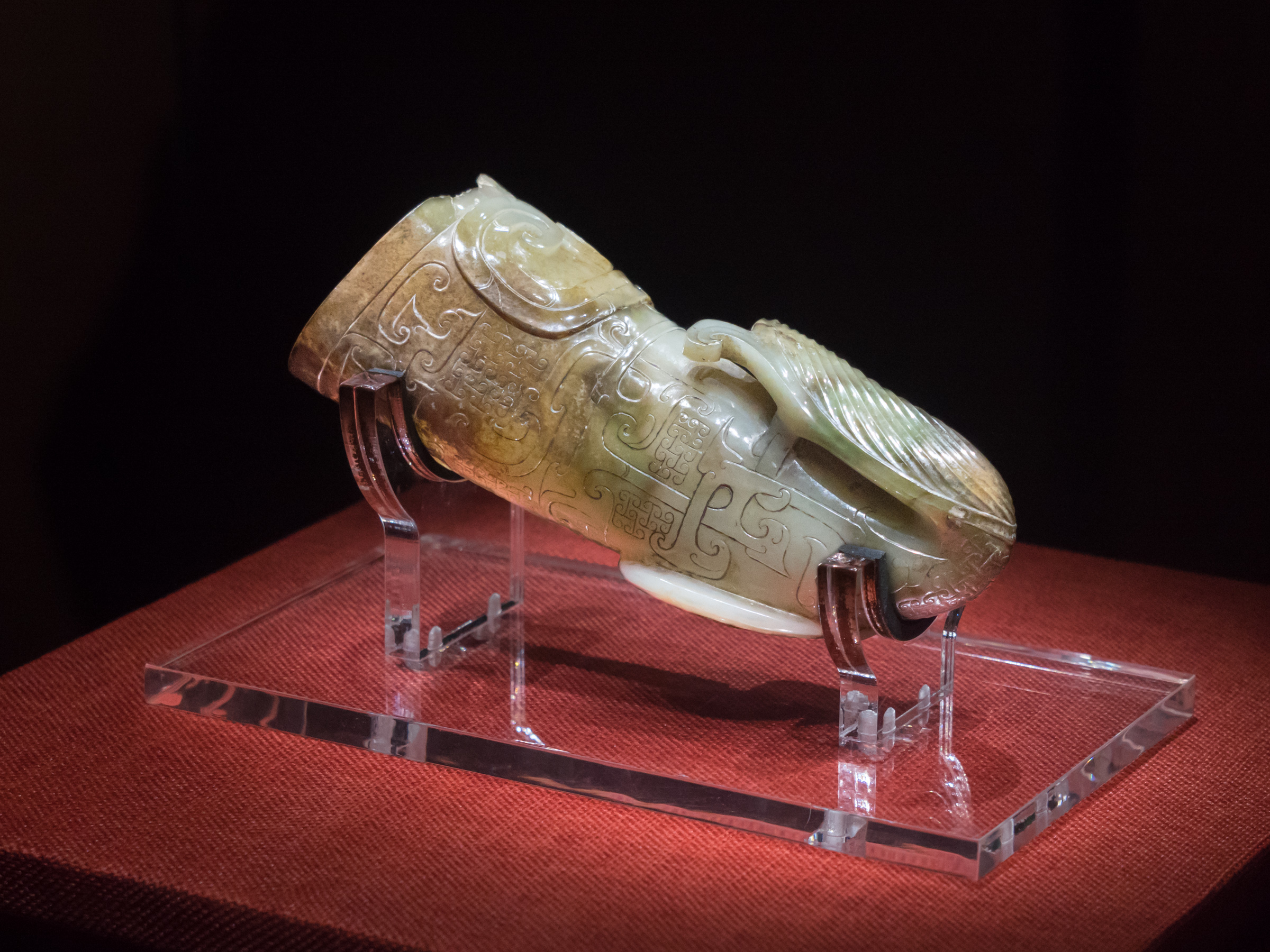
Orrszarvútülköt utánzó jáde ivóedény

A korai időkben az orrszarvútülköt olyan különleges tulajdonságúnak tartottak, hogy példának okáért felpezseg benne a beletöltött folyadék, ha az mérget tartalmaz. Talán épp ezért előszeretettel készítettek belőle ivóedényeket. Orrszarvú tülökből már a Hadakozó fejedelemségek korában biztosan készítettek ivóedényeket, de a Dalok könyve néhány verse alapján feltételezhetően korábban is. Az antológia négy versében is szerepel az 'orrszarvú ivótülök' jelentésű sze-kung (sigong) (兕觥) kifejezés:

„...áldozom én rinocérosz-szarv edényből,
szűnjék gyötrődésem valahára!”

– Dalok könyve 3.; Szabó Magda fordítása

„...ivótülköt ott emelünk:
határtalan-hosszan tartson életünk.”

– Dalok könyve 154.; Weöres Sándor fordítása

„...Faragott kupák öble
derít hangos örömre.”

– Dalok könyve 215.; Kormos István fordítása

„...Rinocérosz-szarv billikom,
benne bor habzik, lágy-finom...”

– Dalok könyve 292.; Károlyi Amy fordítása

Megjegyzendő azonban, hogy ebből a korai korszakból nem került elő tárgyi bizonyíték, vagyis orrszarvútülökből készült ivóedény. A legkorábbi ehhez a tárgyhoz kapcsolható lelet Nanjüe (Nanyue) állam Csao Mo (Zhao Mo) királyának (ur. i. e. 137–122) sírjából származik egy tülköt utánzó, jádéből csiszolt ivóedény formájában. A legkorábbi kézzelfogható tárgyi bizonyíték csak a Tang-korból származik. Ezt, a sikeres császári vizsgát tett írástudók ünneplésére használt orrszarvútülökből készült serleget ma Japánban, Nara városában őrzik. Az orrszarvútülök-ivókupák a Ming-dinasztia (1368–1644) és a Csing (Qing)-dinasztia (1644–1912) idején rendkívül népszerűek voltak, amelyeket leginkább ünnepi alkalmakkor, szertartási kellékként használtak. Az ivóedényeken kívül olykor természetesen más tárgyakat is készülhettek az orrszarvútülökből, például hajtűk, övkapcsok, vagy az öltözék más kiegészítői.

## Fordítás
- Ez a szócikk részben vagy egészben  a   Rhinoceroses in ancient China című angol Wikipédia-szócikk ezen változatának fordításán alapul.  Az eredeti cikk szerkesztőit annak laptörténete sorolja fel. Ez a jelzés csupán a megfogalmazás eredetét és a szerzői jogokat jelzi, nem szolgál a cikkben szereplő információk forrásmegjelöléseként.